# Ноошкен
Ноошкен (кирг. Ноошкен) — село в Ноокенском районе Джалал-Абадской области Кыргызстана. Входит в состав Бюргендинского айылного аймака.

## География
Село расположено в южной части области, вблизи государственной границы с Узбекистаном, на берегах Большого Ферганского канала имени У. Юсупова, на расстоянии приблизительно 32 километров (по прямой) к западо-юго-западу от села Масы, административного центра района. Абсолютная высота — 476 метров над уровнем моря.

## Население
Согласно оценочным данным Национального статистического комитета Кыргызской Республики, численность населения села на начало 2023 года составляла 4230 человек.
| год     | 2009 | 2014 | 2015 | 2020 | 2021 | 2023 |
| ------- | ---- | ---- | ---- | ---- | ---- | ---- |
| человек | 3458 | 3576 | 3711 | 4019 | 4112 | 4230 |